# 약손가락

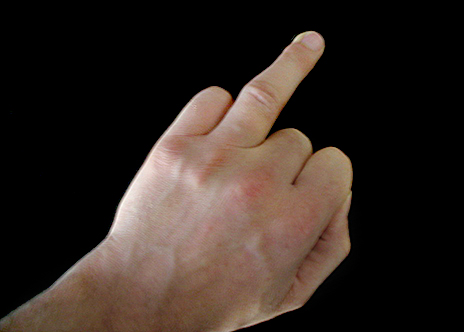
약손가락

약손가락은 다섯 손가락 중 네번째에 위치한 손가락이다. 옛날에 약물을 물에 달일 때 약손가락을 사용한 것에서 유래했다는 설이 있다. 또한, 서양 문화권에서는 왼손의 약손가락에 결혼 반지를 끼는 풍습이 있다.

## 같이 보기
- 엄지손가락
- 집게손가락
- 가운뎃손가락
- 새끼손가락